# Artur Nikodem

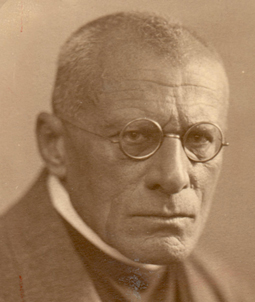
Selbstporträt, um 1920

Artur Nikodem (* 6. Februar 1870 in Trient; † 10. Februar 1940 in Innsbruck) war ein österreichischer Maler und Fotograf.

## Leben und Wirken
Nikodem war Sohn des in Trient stationierten österreichischen Offiziers Hugo Nikodem und der aus venezianischem Adel stammenden Luisa de Bonamico. Von 1885 bis 1888 absolvierte er die Oberrealschule in Innsbruck; gegen den Willen seiner Eltern ging er anschließend an die Akademie der Bildenden Künste München zu Franz von Defregger und Wilhelm von Kaulbach; er studierte aber vor allem die Kunstwerke in der Glyptothek und der Pinakothek. Es folgten Studienjahre in Mailand bei Campestrini und in Florenz. Während der Militärzeit bei der Marine erlebte er den Mittelmeerraum bis Ägypten; 1892 hielt er sich in Paris auf, wo er sich mit den aktuellen Strömungen der Bildenden Kunst und den Möglichkeiten der künstlerischen Freiheit auseinandersetzte.
Nach dem Tod des Vaters 1892 trat er in den staatlichen Postdienst ein und zog 1893 nach Meran, wo er 14 Jahre verbrachte. Dort trat er dem ca. 1903 gegründeten Meraner Künstlerbund bei und war regelmäßig auf dessen Ausstellungen vertreten. 1908 kehrte er mit seiner Familie nach Innsbruck zurück, wo er bis zum Ende seines Lebens blieb. Dort arbeitete er nach seiner vorzeitigen Pensionierung 1920 als freischaffender Künstler. In den 1920er Jahren folgten erfolgreiche Ausstellungen im In- und Ausland. In der Zeit des Nationalsozialismus wurde er aus verschiedenen Künstlervereinigungen ausgeschlossen; 14 seiner in den Städtischen Sammlungen Nürnberg seit 1931 in einem eigenen „Nikodem-Kabinett“ ausgestellten Werke wurden 1937 von den staatlichen Stellen als entartete Kunst beschlagnahmt. Teile seines Werkes wurden in Nürnberg zerstört. Seine malerische Tätigkeit konnte er nach dem Anschluss Österreichs nur zurückgezogen und ohne Ausstellungsmöglichkeit ausüben. Nikodem begab sich daraufhin in eine Art „innere Emigration“; nur ihm sehr Nahestehende hatten die Möglichkeit, seine Arbeiten zu sehen.
Im Innsbrucker Stadtteil Arzl ist eine Straße nach Nikodem benannt.

## Das fotografische Werk

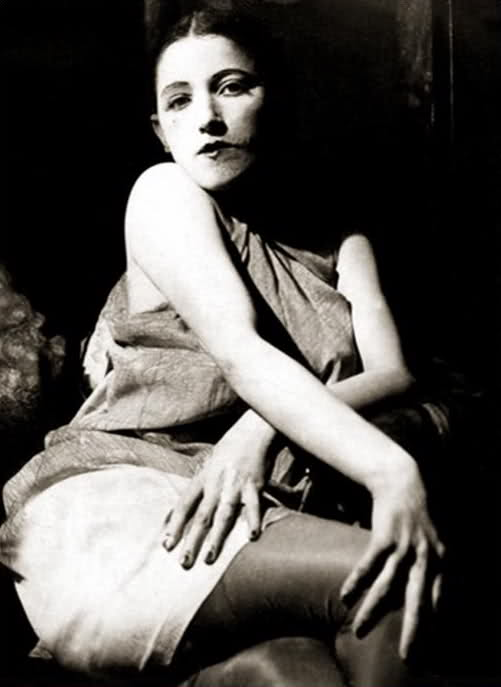
Barbara, in einem Sessel sitzend, 1930

Nikodem war auch als Fotograf tätig; seinen Fotografien wurden bis heute bereits vielbeachtete Ausstellungen in New York, München oder Bochum gewidmet.
Nikodems Fotografien können in zwei Kategorien klassifiziert werden. Die orientalischen Motive (1916–18) stammen aus der Zeit seines Aufenthaltes in der Türkei, wo er als K.u.K.-Telegrafenoffizier stationiert war. Ein anderer Bereich, der auf Nikodem besondere Faszination ausübte, waren die Abbildungen von Frauen in seinem Leben – meistens viel jüngere Lebensgefährtinnen und Geliebte.
Die frühesten Lichtbilder Nikodems entstanden um 1914 in Bulgarien, gefolgt von mehr als 200 Aufnahmen in der Türkei. Weitere Fotografien entstanden auf seinen zahlreichen Wanderungen in Tirol. Dramatische Bergaufnahmen, aber auch Architekturbilder von Innsbruck, Aufnahmen in München mit einer kleinen Serie aus dem Münchner Tierpark Hellabrunn kennzeichneten seinen Weg. Ein weiterer Bereich der Fotokunst Nikodems sind Stillleben, Inszenierungen, wie etwa die Fotografie „Vase/Vogel/Feder“. Berühmt wurden besonders die Porträts seiner zweiten Frau Barbara, dargestellt als „Vamp“, als „strickende Hausfrau“, Barbara mit Orange oder Barbara in Männerkleidern mit Krawatte.
2002 wurden seine Fotografien in der New Yorker Galerie Robert Mann gezeigt; sein Urenkel Martin Krulis richtete dem Künstler in Mutters 2010 ein eigenes „Nikodem-Museum“ ein, in dem zahlreiche seiner Fotografien gezeigt werden.

## Bedeutung

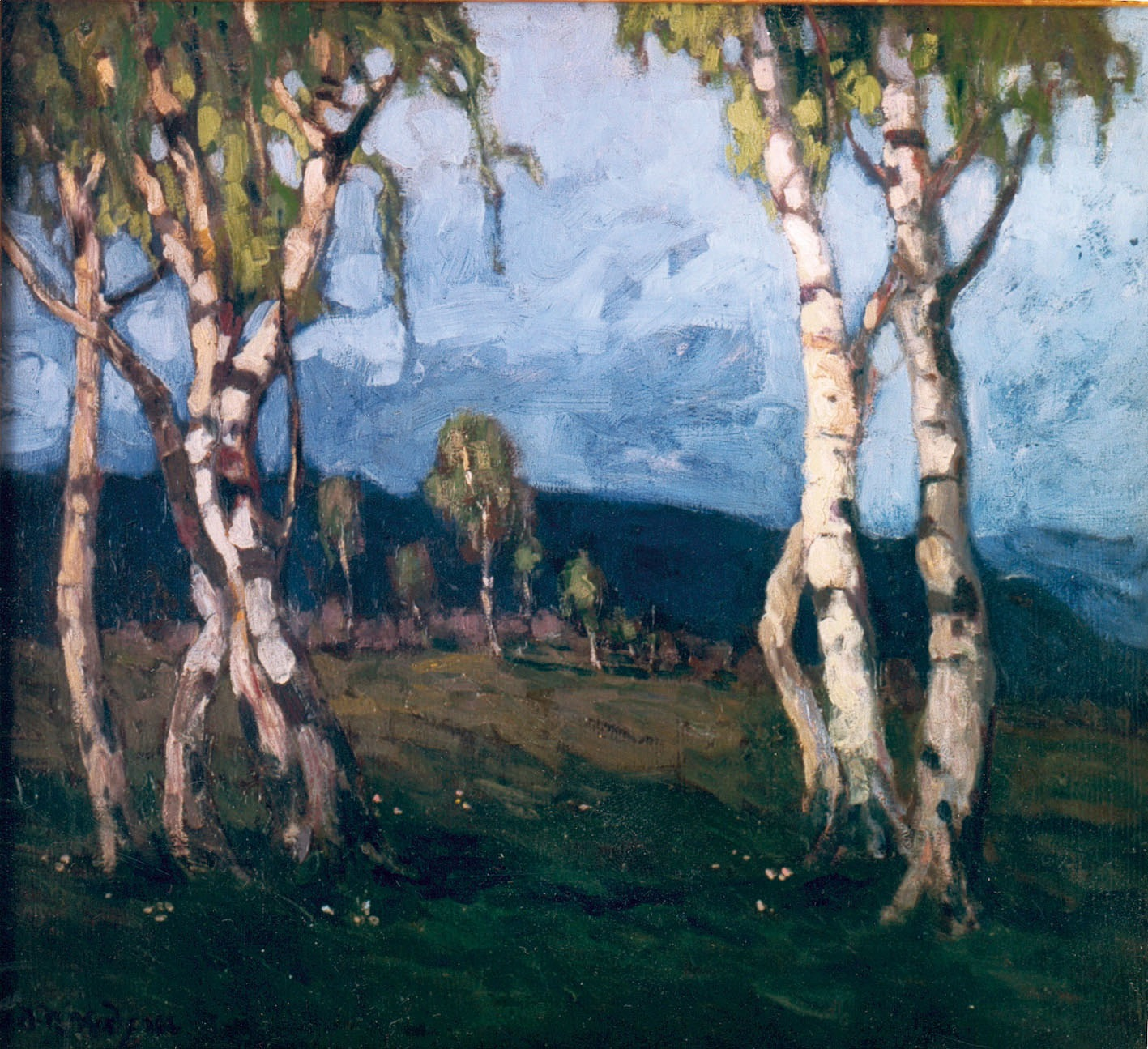
Landschaft mit Birken, um 1925

Nikodems Schaffen ist wichtiger Bestandteil der Tiroler Moderne der Zwischenkriegszeit, die geprägt ist von der Auseinandersetzung mit den neuen Strömungen der Münchener Szene und dennoch der Tradition der Tiroler Landschaftsmalerei verhaftet ist. Die Wurzeln seiner Malerei liegen aber auch im Wiener Jugendstil und im Secessionismus. Nach Gert Ammann gehört begann sein Werk „unbeeindruckt von der Münchener Historien- und Genremalerei; [sie] erfurh vielmehr durch den kurzen Parisaufenthalt die volle Öffnung in Richtung Cézanne und Rodin. Um 1913 fand er in der Nachfolge impressionistischer Facetten das dekorative Element der sezessionistischen Kunst, das erotische Sujet erlebte eine Blüte. […] In den Zwanzigerjahren berührte er in manchen Phasen den Expressionismus eines Albin Egger-Lienz.“
Besonders zu erwähnen sind seine großflächigen Landschaftsdarstellungen Süd- und Nordtiroler Orte. Ein besonderes Merkmal waren die zahlreichen Birkendarstellungen, die oft symbolhaft eingesetzt wurden. Albin Egger-Lienz und Alfons Walde waren seine Weggefährten.
Zu seinem fotografischen Werk äußerte sich Peter Weiermair:
„Die Fotografien von Artur Nikodem stellen eine Entdeckung dar, ein Parallelphänomen, denn was in der Malerei durch das Medium transformiert und transzendierte Realität wird, also eben Malerei, wird in der Fotografie mit größter Intensität der Dinge und Körper in der Zeit gegenwärtig.“

## Werke (Auswahl)
- Die Naviser Bäuerin
- Die Heuträger
- Waldrand am Tummelplatz (1911)
- Basilika Wilten (1913)
- Umarmung (1921)
- Rattenberg (1922)[6]
- Berglandschaft mit Birken (1924)
- Birken am Hang
- Birken (um 1935)